# 尼泊尔共产党（联合社会主义者）
尼泊尔共产党（联合社会主义者）（羅馬化：Nēpāla kamyuniṣṭa pārṭī (Ēkīkr̥ta-Samājavādī)）是尼泊尔的一个共产主义政党。2021年8月18日，尼泊尔共产党（联合马列）中由马达夫·库马尔·内帕尔和贾拉·纳特·卡纳尔领导的一派建立该党；同月25日，该党取得注册政党地位。